# Haizam El-Huseini
Haizam El-Huseini Awad –en árabe, هيثم الحسيني عوض– (El Cairo, 15 de agosto de 1977) es un deportista egipcio que compitió en judo. Ganó dos medallas en los Juegos Panafricanos en los años 1999 y 2007, y cinco medallas en el Campeonato Africano de Judo entre los años 2000 y 2006.

## Palmarés internacional
| Juegos Panafricanos | Juegos Panafricanos       | Juegos Panafricanos | Juegos Panafricanos |
| Año                 | Lugar                     | Medalla             | Categoría           |
| ------------------- | ------------------------- | ------------------- | ------------------- |
| 1999                | Johannesburgo (Sudáfrica) | Medalla de bronce   | –73 kg              |
| 2007                | Argel (Argelia)           | Medalla de plata    | –73 kg              |
| Campeonato Africano |                           |                     |                     |
| Año                 | Lugar                     | Medalla             | Categoría           |
| 2000                | Argel (Argelia)           | Medalla de plata    | –73 kg              |
| 2001                | Trípoli (Libia)           | Medalla de plata    | –73 kg              |
| 2002                | El Cairo (Egipto)         | Medalla de oro      | –73 kg              |
| 2004                | Túnez (Túnez)             | Medalla de bronce   | –73 kg              |
| 2006                | Puerto Louis (Mauricio)   | Medalla de plata    | –73 kg              |